# Valle de Bravo
Valle de Bravo (Temazcaltepec en llengua nàhuatl i Pameje en llengua mazahua) és una localitat mexicana y capçelera municipal, del Municipi de Valle de Bravo, a l'estat de Mèxic. Es localitza geogràficament entre els 98° 53′ 28″ W i els 19° 30′ 24″ N, està a una altitud de 1200 msnm. El 2010, INEGI va registrar una població de 25,554 habitants. Localitat nomenada en el programa turístic dels Pobles Màgics.